# Powiat limanowski (Galicja)
Powiat limanowski – dawny powiat kraju koronnego Królestwo Galicji i Lodomerii, istniejący w latach 1867–1918.
Siedzibą c.k. starostwa była Limanowa. Powierzchnia powiatu w 1879 roku wynosiła 9,4434 mil kw. (543,37 km²), a ludność 63 731 osób. Powiat liczył 97 osad, zorganizowanych w 92 gminy katastralne.
Na terenie powiatu działały 2 sądy powiatowe: w Limanowej i w Mszanie Dolnej (od 1883 roku).

## Starostowie powiatu
- Walenty Jaworski (1871–1882)
- Józef Wołoszyński (1890)

## Komisarze rządowi
- Władysław Sermak (1871)
- Feliks Kubicki (1879)
- Jan Piasecki (1890)

## Komisarze powiatowi
- Seweryn Kuliczkowski, Włodzimierz Wagner (1917)[1]